# Coelostemma pyrgonasta
Coelostemma pyrgonasta är en snäckart som beskrevs av F. G. Thompson 1988. Coelostemma pyrgonasta ingår i släktet Coelostemma och familjen Urocoptidae. Inga underarter finns listade i Catalogue of Life.